# JABA新潟大会
JABA新潟大会（JABAにいがたたいかい）は、日本野球連盟の北信越地区連盟が主催する社会人野球の大会である。正式名称は、「JABA選抜新潟大会（JABAせんばつにいがたたいかい）」である。

## 運営概要
毎年5月中旬に行なわれている地区連盟主催大会の1つである。北信越地区を中心に9チームが3ブロックに分かれ予選リーグ戦を行ない、各ブロックの1位の3チームとポイント制によるワイルドカード1チームの4チームが決勝トーナメントを行ない優勝を争っている。
2011年から2016年までは、6チームが2ブロックに分かれ予選リーグ戦を行ない、各ブロックの2位同士で3位決定戦を、1位同士で決勝戦を行ない優勝を争っていた。また、2010年までは、10チーム前後が参加しトーナメント戦が採用されていた。
地方大会（旧準公認大会）の中では最古の歴史を誇っている。
第12回（1964年）、第13回（1968年）、第48回（2004年）の3回は天候不良などのため、最終日の2試合（準決勝・決勝）が開催できなかったケースもある。
開催球場は、第1回（1952年）から第11回（1963年）が新潟市の新潟市営白山野球場、第12回（1964年）から第53回（2009年）が新潟市の鳥屋野運動公園野球場を使用した。第32回、第34回は柏崎市佐藤池野球場、第45回（2001年）は、鳥屋野の改修工事の為、新発田市の新発田市五十公野公園野球場を使用するなど、新潟市外で開催されたケースもある。第54回（2010年）からは、新潟県立野球場（HARD OFF ECOスタジアム新潟）に会場が変更された。
2010年に、日本プロ野球・イースタン・リーグ7球団の育成選手を主体に編成された連合チーム「シリウス」が社会人野球の公式戦に初めて参戦し、準優勝に終わった。
2012年に読売ジャイアンツのファームチームが参戦し予選リーグ敗退に終わったが、2017年・24年・25年に優勝している。

## 歴代優勝チーム
| 年度（回）       | 参加数     | 優勝                          | スコア     | 準優勝                        | 備考                                                |
| ---------------- | ---------- | ----------------------------- | ---------- | ----------------------------- | --------------------------------------------------- |
| 1952年（第1回）  | 8          | 福島日東紡                    | 7 - 2      | 新潟コンマーシャル倶楽部      |                                                     |
| 1953年（第2回）  | 8          | 熊谷組                        | 7 - 1      | 新潟クラブ                    |                                                     |
| 1954年（第3回）  | 8          | 東洋レーヨン                  | 2 - 1      | 新潟コンマーシャル倶楽部      |                                                     |
| 1955年（第4回）  | 8          | 大昭和製紙                    | 3 - 0      | 新潟鉄道管理局                |                                                     |
| 1956年（第5回）  | 8          | 日本石油                      | 8 - 1      | 新潟交通                      |                                                     |
| 1957年（第6回）  | 8          | 新潟交通                      | 1 - 0      | 大昭和製紙                    |                                                     |
| 1958年（第7回）  | 8          | 大和証券                      | 5 - 1      | 新潟交通                      |                                                     |
| 1959年           | 開催見送り | 開催見送り                    | 開催見送り | 開催見送り                    |                                                     |
| 1960年（第8回）  | 8          | 新潟交通                      | 5 - 4      | 熊谷組                        |                                                     |
| 1961年（第9回）  | 8          | 大昭和製紙                    | 4 - 1      | 新潟交通                      |                                                     |
| 1962年（第10回） | 8          | 日本ビール                    | 2 - 1      | 新潟交通                      |                                                     |
| 1963年（第11回） | 9          | 東芝                          | 5 - 4      | 河合楽器                      |                                                     |
| 1964年（第12回） | 9          | 大会中止                      | 大会中止   | 大会中止                      | 雨のため準決勝・決勝が行なわれなかった。            |
| 1965年           | 開催見送り | 開催見送り                    | 開催見送り | 開催見送り                    |                                                     |
| 1966年           | 開催見送り | 開催見送り                    | 開催見送り | 開催見送り                    |                                                     |
| 1967年           | 開催見送り | 開催見送り                    | 開催見送り | 開催見送り                    |                                                     |
| 1968年（第13回） | 8          | 大会中止                      | 大会中止   | 大会中止                      | 雨のため準決勝・決勝が行なわれなかった。            |
| 1969年           | 開催見送り | 開催見送り                    | 開催見送り | 開催見送り                    |                                                     |
| 1970年（第14回） |            | 電気化学                      | -          | 日本軽金属                    |                                                     |
| 1971年（第15回） |            | 電気化学                      | -          | 日本軽金属                    |                                                     |
| 1972年（第16回） |            | 日本軽金属                    | -          | 日拓観光                      |                                                     |
| 1973年（第17回） |            | 大昭和製紙                    | -          | 電電関東                      |                                                     |
| 1974年（第18回） |            | 東京鉄道管理局                | -          | 日本通運                      |                                                     |
| 1975年（第19回） |            | 秋田鉄道管理局                | -          | 朝日生命                      |                                                     |
| 1976年（第20回） |            | 西川物産                      | -          | 電電信越                      |                                                     |
| 1977年（第21回） |            | 大昭和製紙                    | -          | 河合楽器                      |                                                     |
| 1978年（第22回） |            | 大昭和製紙                    | -          | 富士重工業                    |                                                     |
| 1979年（第23回） | 12         | 電電信越                      | 6 - 0      | 清工建設                      |                                                     |
| 1980年（第24回） | 13         | 電電信越                      | 3 - 2      | 電電北陸                      |                                                     |
| 1981年（第25回） | 13         | 大昭和製紙                    | 2 - 0      | 秋田相互銀行                  |                                                     |
| 1982年（第26回） | 13         | 電電北陸                      | 7 - 1      | 新潟鉄道管理局                |                                                     |
| 1983年（第27回） | 13         | ヤマハ発動機                  | 5 - 4      | 新日本製鐵君津                |                                                     |
| 1984年（第28回） | 13         | 電電信越                      | 8 - 6      | 日本楽器                      |                                                     |
| 1985年（第29回） | 13         | 東芝                          | 9 - 8      | NTT信越                       |                                                     |
| 1986年（第30回） | 16         | 朝日生命                      | 7 - 6      | ヨークベニマル                |                                                     |
| 1987年（第31回） | 12         | 西濃運輸                      | 5 - 1      | ヨークベニマル                |                                                     |
| 1988年（第32回） | 12         | ヤマハ                        | 4 - 1      | NTT信越                       |                                                     |
| 1989年（第33回） | 13         | ヤマハ                        | 6 - 2      | 大昭和製紙                    |                                                     |
| 1990年（第34回） | 13         | ヤマハ                        | 4 - 1      | 大昭和製紙                    |                                                     |
| 1991年（第35回） | 12         | 河合楽器                      | 7 - 2      | 朝日生命                      |                                                     |
| 1992年（第36回） | 14         | NTT信越                       | 15 - 8     | 東海理化                      |                                                     |
| 1993年（第37回） | 14         | NTT信越                       | 10 - 2     | NTT東海                       |                                                     |
| 1994年（第38回） | 14         | ヤマハ                        | 5 - 4      | NTT関東                       |                                                     |
| 1995年（第39回） | 14         | 西濃運輸                      | 11 - 1     | NTT信越                       |                                                     |
| 1996年（第40回） | 13         | 鷺宮製作所                    | 7 - 6      | NTT信越                       |                                                     |
| 1997年（第41回） | 13         | 王子製紙春日井                | 16 - 7     | 東海理化                      |                                                     |
| 1998年（第42回） | 13         | シダックス                    | 13 - 2     | 西濃運輸                      |                                                     |
| 1999年（第43回） | 12         | 西濃運輸                      | 8 - 7      | ニチエー                      |                                                     |
| 2000年（第44回） | 12         | 河合楽器                      | -          | 西濃運輸                      |                                                     |
| 2001年（第45回） | 10         | バイタルネット                | 13 - 12    | NTT信越硬式野球クラブ         |                                                     |
| 2002年（第46回） | 12         | バイタルネット                | 2 - 1      | 西濃運輸                      |                                                     |
| 2003年（第47回） | 10         | ヤマハ                        | 3 - 1      | NTT信越硬式野球クラブ         |                                                     |
| 2004年（第48回） | 10         | 大会中止                      | 大会中止   | 大会中止                      | 雨のため準決勝・決勝が行なわれなかった。            |
| 2005年（第49回） | 10         | 東邦ガス                      | 6 - 3      | 一光                          |                                                     |
| 2006年（第50回） | 9          | 一光                          | 13 - 8     | 山形しあわせ銀行              |                                                     |
| 2007年（第51回） | 10         | NTT信越硬式野球クラブ         | 6 - 5      | TDK千曲川                     |                                                     |
| 2008年（第52回） | 13         | トヨタ自動車                  | 7 - 3      | TDK千曲川                     |                                                     |
| 2009年（第53回） | 12         | 三菱重工名古屋                | 3 - 1      | 東海理化                      |                                                     |
| 2010年（第54回） | 10         | 東海理化                      | 3 - 1      | シリウス                      |                                                     |
| 2011年           | 開催見送り | 開催見送り                    | 開催見送り | 開催見送り                    | 東北地方太平洋沖地震（東日本大震災）の 影響のため。 |
| 2012年（第55回） | 6          | 東海理化                      | 2 - 0      | バイタルネット                |                                                     |
| 2013年（第56回） | 6          | バイタルネット                | 1 - 0      | 東海理化                      |                                                     |
| 2014年（第57回） | 6          | 新日鐵住金東海REX             | 3 - 1      | バイタルネット                |                                                     |
| 2015年（第58回） | 6          | トヨタ自動車東日本            | 5 - 4      | 千曲川硬式野球クラブ          |                                                     |
| 2016年（第59回） | 6          | バイタルネット                | 7 - 6      | きらやか銀行                  | 延長11回                                            |
| 2017年（第60回） | 9          | 読売ジャイアンツ （ファーム） | 4 - 2      | バイタルネット                |                                                     |
| 2018年（第61回） | 6          | バイタルネット                | 4 - 2      | ジェイプロジェクト            |                                                     |
| 2019年（第62回） | 9          | Honda                         | 5 - 2      | きらやか銀行                  |                                                     |
| 2020年（第63回） | 9          | 大会中止                      | 大会中止   | 大会中止                      | 新型コロナウイルス感染拡大防止のため。              |
| 2021年（第63回） | 9          | オールフロンティア            | 9 - 6      | 読売ジャイアンツ （ファーム） |                                                     |
| 2022年（第64回） | 12         | きらやか銀行                  | 6 - 0      | 読売ジャイアンツ(3軍)         |                                                     |
| 2023年（第65回） | 12         | バイタルネット                | 7 - 0      | 読売ジャイアンツ(3軍)         | [ 3 ]                                               |
| 2024年（第66回） | 12         | 読売ジャイアンツ(3軍)         | 2 - 0      | 七十七銀行                    | [ 4 ]                                               |
| 2025年（第67回） | 12         | 読売ジャイアンツ(3軍)         | 1 - 0      | 全足利クラブ                  | [ 5 ] [ 6 ]                                         |

## NPBチームの戦績
- 2010年
  - シリウス[7] - 準優勝
- 2012年
  - 読売ジャイアンツ（ファーム） - 予選リーグ敗退
- 2017年
  - 読売ジャイアンツ（ファーム） - 優勝
- 2021年
  - 読売ジャイアンツ（ファーム） - 準優勝
- 2022年
  - 読売ジャイアンツ（3軍） - 準優勝
- 2023年
  - 読売ジャイアンツ（3軍） - 準優勝[8]
- 2024年
  - 読売ジャイアンツ（3軍） - 優勝[9]

最高殊勲選手賞：中田歩夢
- 2025年
  - 読売ジャイアンツ（3軍） - 優勝[10]

最高殊勲選手賞：中田歩夢、最高打撃賞：平山功太 (5試合 20打数 打率.500)